# Fun & Serious Game Festival
Fun & Serious Game Festival（ファン アンド シリアス ゲーム フェスティバル）は、2011年の設立以来、11月の終わりから12月の初めにかけてスペインのビルバオ市で開催されるビデオゲームフェスティバル。ビデオゲームの文化的重要性を認識することを目的としている。このため、VIT TalksやFun & Serious授賞式など、さまざまなアクティビティが開催される。
ファン & シリアスゲームフェスティバルは、バスク地方政府（SPRI、ビルバオ市、ビスカヤ県）の支援を受けている。また、新聞El Correoがスポンサーになっている。イベントの戦略的パートナー企業として、Microsoft、PlayStation、Ubisoftなどがある。スペインのビデオゲーム協会（AEVI）とのコラボレーションフェスティバルである。 
フェスティバルの最終日には、チタニウム賞授賞式が開催される。2015年に始めて発表されたこのチタニウム賞は、ビルバオ市のグッゲンハイム美術館に関連して作られた。2016年の参加者の総数は25,000人であった。
8回目となる2018年のフェスティバルは、それまでよりも収容人数を増やすため、バラカルドの ビルバオエキシビションセンターに場所を変更。
9回目となる2019年のフェスティバルでは、12月6日から9日に開催され、ビデオゲーム音楽への多くの貢献を称え、下村陽子がパイオニア賞を受賞、フェスティバルのVIT Talksで講演を行う予定。

## 賞

### 2011
チタニウム賞の最初の授賞式は、2011年11月8日にビルバオのCampos Eliseos Theaterで開催され、Patricia CondeとAlex Odoghertyがプレゼンターとして登場。 
| カテゴリー                              | 勝者                          |
| --------------------------------------- | ----------------------------- |
| ゲーム･オブ･ザ･イヤー（ヨーロッパ）     | バトルフィールド3             |
| ゲーム･オブ･ザ･イヤー（ヨーロッパ以外） | Uncharted 3：ドレイクの裏切り |

### 2012
| カテゴリー            | 勝者    |
| --------------------- | ------- |
| ゲーム･オブ･ザ･イヤー | ハロー4 |

### 2013
| カテゴリー            | 勝者  |
| --------------------- | ----- |
| ゲーム･オブ･ザ･イヤー | GTA V |

### 2014
| カテゴリー            | 勝者                   |
| --------------------- | ---------------------- |
| ゲーム･オブ･ザ･イヤー | 中つ国：モルドールの影 |

### 2015
| カテゴリー            | 勝者                         |
| --------------------- | ---------------------------- |
| ビスカヤ賞            | アレクセイ・パジットノフ     |
| ヴァンガード賞        | ティム・シェーファー         |
| 名誉賞                | ジェームス・アームストロング |
| ゲーム･オブ･ザ･イヤー | ウィッチャー：ワイルドハント |

### 2016年
授賞式はビルバオのグッゲンハイム美術館で開催され、女優のイツィアール・アティエンツァとジャーナリストのトニ・ガリードがプレゼンターとして登場。エド・バイゼイ 、バスケットボール選手アレックス・マンブルーとコメディアンホヴィックKeuchkerianが賞を授与 。 
| カテゴリー     | 勝者                        |
| -------------- | --------------------------- |
| ビスカヤ賞     | 仲裕二                      |
| ヴァンガード賞 | ハービー・スミス            |
| 名誉賞         | ウォーレン・スペクター      |
| 今年のゲーム   | Uncharted 4：The Bark's End |

### 2017年
授賞式はビルバオのグッゲンハイム美術館で開催され、ジャーナリストのイニャキ・ロペスと女優のイツィアール・アティエンツァがプレゼンターとして登場。 
| カテゴリー     | 勝者                             |
| -------------- | -------------------------------- |
| ビスカヤ賞     | ジョン・ロメロ                   |
| 名誉賞         | ジョーダン・メクナー             |
| ヴァンガード賞 | ジェフ・カプラン                 |
| 今年のゲーム   | ゼルダの伝説ブレスオブザワイルド |

### 2018年
| カテゴリー            | 勝者                        |
| --------------------- | --------------------------- |
| ビスカヤ賞            | 上田文人                    |
| 名誉賞                | ブレンダ・ロメロ            |
| パイオニア賞          | ジェイドレイモンド          |
| ゲーム･オブ･ザ･イヤー | レッドデッドリデンプション2 |

### 2019年
| カテゴリー            | 勝者                 |
| --------------------- | -------------------- |
| ビスカヤ賞            | ティム・ウィリッツ   |
| ヴァンガード賞        | ブルース・ストラリー |
| パイオニア賞          | 下村陽子             |
| 名誉賞                |                      |
| ゲーム･オブ･ザ･イヤー |                      |